# Keith McLeod
Pour les articles homonymes, voir McLeod.
Keith McLeod, né le 5 novembre 1979, à Canton, dans l'Ohio, est un ancien joueur de basket-ball américain. Il évolue durant sa carrière au poste de meneur.

## Palmarès
- Meilleur joueur de la Mid-American Conference 2002
- First-team All-MAC 2002